# Hungarian International 2012
Die Hungarian International 2012 fanden vom 1. bis zum 4. November 2012 in Budaörs statt. Es war die 37. Auflage dieser internationalen Meisterschaften im Badminton von Ungarn.

## Sieger und Platzierte
| Disziplin    | Gold                                | Silber                               | Bronze                                      |
| ------------ | ----------------------------------- | ------------------------------------ | ------------------------------------------- |
| Herreneinzel | Vladimir Malkov                     | Inoki Theopilus                      | Chetan Anand                                |
| Herreneinzel | Vladimir Malkov                     | Inoki Theopilus                      | Steffen Rasmussen                           |
| Dameneinzel  | Mariya Ulitina                      | Olga Golovanova                      | Ksenia Polikarpova                          |
| Dameneinzel  | Mariya Ulitina                      | Olga Golovanova                      | Sayali Gokhale                              |
| Herrendoppel | Ruud Bosch Jim Middelburg           | Zvonimir Đurkinjak Zvonimir Hölbling | Toni Holm-Lowen Filip Michael Duwall Myhren |
| Herrendoppel | Ruud Bosch Jim Middelburg           | Zvonimir Đurkinjak Zvonimir Hölbling | Andrej Ashmarin Nikolai Ukk                 |
| Damendoppel  | Carola Bott Staša Poznanović        | Julie Finne-Ipsen Rikke S. Hansen    | Hrystyna Dzhangobekova Mariya Rud           |
| Damendoppel  | Carola Bott Staša Poznanović        | Julie Finne-Ipsen Rikke S. Hansen    | Šárka Křížková Kateřina Tomalová            |
| Mixed        | Zvonimir Đurkinjak Staša Poznanović | Jakub Bitman Alžběta Bášová          | Viki Indra Okvana Gustiani Megawati         |
| Mixed        | Zvonimir Đurkinjak Staša Poznanović | Jakub Bitman Alžběta Bášová          | Morten Skrøder Bødskov Nanna Vestergaard    |